# ثامفثيس
ثامفثيس (Θαμφθίς - Thamphthis) هو الاسم الهلنستي لملك مصري قديم من الأسرة الرابعة في زمن الدولة القديمة، والذي ربما حكم حوالي عام 2500 قبل الميلاد تحت اسم جدف بتاح لمدة تتراوح بين عامين وتسعة أعوام. اسمه المصري الأصلي مفقود، لكنه قد يكون جدف بتاح أو بتاح جدف ("الدائم أو الثابت مثل بتاح") وفقًا لعالم المصريات وليام سي. هايز. ثامفثيس هو واحد من الحكام الغامضين في الدولة القديمة، حيث أنه غير موثق بالمرة في المصادر المعاصرة. لهذا السبب، تُناقش تاريخية شخصيته بشكل مكثف من قبل المؤرخين وعلماء المصريات.

## خلفية عنه
نظرًا لأن اسم ثامفثيس وُجد في الأعمال التاريخية لمانيتون، "الإيجيبتياكا"، يحاول علماء المصريات ربط هذا الحاكم بالملوك المعاصرين لبناء تسلسل زمني متواصل، مما أدى إلى خلافات ونقاشات.
بداية من العام 1887، اعتبر إدوارد ماير ثامفثيس مجرد مغتصب، لم يُسمح له بذكر في السجلات الملكية أو إقامة طقوس جنائزية لأنه حصل على العرش بشكل غير شرعي. بيتر يانوزي يذهب إلى أبعد من ذلك ويقول إن ثامفثيس هو شخصية خيالية بسبب نقص الأدلة الأثرية. بل يدعو لحذف ثامفثيس من قوائم الملوك الحديثة.
وعلى الجهة الأخرى، يفترض وينفريد سيبل وهرمان ألكسندر شلوغل أن الشخصية التاريخية وراء ثامفثيس قد تكون الملكة خنتكاوس الأولى. ويدعم هذه النظرية تصوير خنتكاوس في معبدها الجنائزي كملكة حاكمة مرتديةً غطاء الرأس "نمس" ولحية الملك وتاج الكوبرا على جبينها. لكن هذه النظرية تثير إشكاليات عديدة لأن اسم خنتكاوس لم يظهر أبداً داخل سيرخ أو خرطوش ملكي.
يشير فولفجانج هيلك إلى أن خنتكاوس الأولى قد تكون والدة ثامفثيس، وبالتالي قد يكون ثامفثيس ابن الملك شبسسكاف. كزوجة محتملة لثامفثيس، يقترح هيلك اسم الأميرة بونفر، التي قد تكون ابنة شبسسكاف. وقد كانت بونفر كاهنة لشبسسكاف.